# セトヤ薬品
セトヤ薬品株式会社（セトヤやくひん）は、徳島県徳島市万代町に本社を置いていた医療用医薬品、動物用医薬品、一般医薬品、検査試薬、医療機器・用具等の卸販売する企業。
現在アルフレッサグループの一社「四国アルフレッサ」である。       

## 概要
- 本社：〒770-0941 徳島県徳島市万代町5
- 代表取締役社長：多田通六
- 設立：1916年（大正5年）9月
- 資本金：980万円

## 沿革
- 1916年（大正5年） - セトヤ薬局を徳島県通町1丁目に設立。
- 1958年（昭和33年）1月 - 西国薬品工業株式会社を資本金80万円で設立。
- 1959年（昭和34年）7月 - 西国薬品工業株式会社を吸収合併し「セトヤ薬品株式会社」に商号変更。
- 1967年（昭和42年） - 本社を万代町へ移転。
- 1971年（昭和46年）4月 - セトヤ薬品と勧弘堂薬品が合併して「弘和薬品株式会社」を設立。

## 主な取引メーカー
- 三共
- 藤沢薬品
- エーザイ
- 明治製菓
- 中外製薬

## 営業所
徳島県
- 徳島市
- 三好郡
- 海部郡